# Parczewicz Płowdiw
Parczewicz Płowdiw (bułg. СК Парчевич (Пловдив)) – bułgarski klub piłkarski, mający siedzibę w mieście Płowdiw, w środkowej części kraju, działający w latach 1923–1945.

## Historia
Chronologia nazw:
- 1923: Byłgarski Petyr Parczewicz Klub - Płowdiw (bułg. Български Петър Парчевич Клуб - Пловдив (Пловдив))
- 1944: SK Parczewicz Płowdiw (bułg. СК [Спортен клуб] Парчевич (Пловдив))
- 1945: klub rozwiązano – po fuzji ze Sportklub Płowdiw

Klub sportowy Byłgarski Petyr Parczewicz Klub - Płowdiw został założony w Płowdiwie w 1923 roku i nazwany imieniem bułgarskiego biskupia katolickiego Baronona Petyra Parczewicza. Funkcjonował we wschodnich dzielnicach w Płowdiwie, a jego głównymi członkami są Bułgarzy związani ze wspólnotą katolicką w mieście i okolicach.
Pierwsze mistrzostwa Bułgarskiego Związku Piłki Nożnej miały zostać rozegrane w 1924 roku, jednak ze względu na różnice między zespołami w półfinałach rozgrywki nie zostały zakończone, a zwycięzca nie został wyłoniony. Od 1925 mistrzostwa rozgrywane są systemem pucharowym, do których kwalifikowały się zwycięzcy regionalnych oddziałów.
W 1933 roku klub został mistrzem Płowdiwskiego Obwodu Sportowego i awansował do turnieju finałowego na szczeblu centralnym. Jednak już w rundzie pierwszej przegrał 2:3 z Borysław Kiustendił. W 1941 roku po raz drugi zakwalifikował się do części finałowej mistrzostw, ale znów przegrał 1:6, 0:1 z klubem Car Krum z Białej Słatiny w rundzie pierwszej. Również w 1941 startował w rozgrywkach Pucharu Bułgarii, w których dotarł do ćwierćfinału, gdzie został wyeliminowany 2:12 przez Makedonię Skopje.
Po 1944 roku nowy rząd Bułgarii podjął kilka kampanii na rzecz reorganizacji klubów sportowych w kraju, co doprowadziło do połączenia większości z nich i odpowiedniej zmiany nazw. Klub skrócił nazwę do Parczewicz, a w 1945 po fuzji z Sportklub Płowdiw powstał Sportklub Parczewicz lub w skrócie SP 45. W ten sposób na rozkaz ówczesnej nomenklatury partyjnej klub przestał istnieć.

## Barwy klubowe, strój, herb, hymn
|  |  |

Klub ma barwy czerwono-białe. Piłkarze domowe spotkania zazwyczaj grają w pasiastych pionowo czerwono-białych koszulkach, białych spodenkach oraz czerwonych getrach.

## Sukcesy

### Trofea międzynarodowe
Do chwili obecnej klub jeszcze nigdy nie zakwalifikował się do rozgrywek europejskich.

### Trofea krajowe
| \| \| Zdobyte trofea w rozgrywkach Bułgarii (stan na: 31-05-2021) \| |                                                             |      |            |
| Rozgrywki                                                            | Osiągnięcie                                                 | Razy | Sezon(y)   |
| · Mistrzostwo                                                        | I miejsce                                                   | 0    |            |
| · Mistrzostwo                                                        | II miejsce                                                  | 0    |            |
| · Mistrzostwo                                                        | III miejsce                                                 | 0    |            |
| · Mistrzostwo                                                        | 1/8 finału                                                  | 2    | 1933, 1941 |
| Puchar                                                               | zdobywca                                                    | 0    |            |
| Puchar                                                               | finalista                                                   | 0    |            |
| Puchar                                                               | ćwierćfinalista                                             | 1    | 1941       |
| II liga                                                              | I miejsce                                                   | 0    |            |
| II liga                                                              | II miejsce                                                  |      |            |
| II liga                                                              | III miejsce                                                 | 0    |            |
| Bułgaria                                                             | Zdobyte trofea w rozgrywkach Bułgarii (stan na: 31-05-2021) |      |            |

- Gradsko pyrwenstwo na Płowdiw i Płowdiwskata sportna obłast:
  - mistrz (2): 1932/33, 1940/41

## Poszczególne sezony

### Rozgrywki międzynarodowe

#### Europejskie puchary
Nie uczestniczył w rozgrywkach europejskich.

### Rozgrywki krajowe
| \| Bułgaria \| Bilans występów klubu w rozgrywkach piłkarskich Bułgarii (Stan na 31 maja 2021 r.) \| \| |                                                                                       |        |       |   |   |   |    |    |     |            |        |        |      |
| Poziom                                                                                                  | Rozgrywki                                                                             | Sezony | Mecze | Z | R | P | B+ | B– | Pkt | Lata       | Awanse | Spadki | Naj. |
| I | Dyrżawno pyrwenstwo / Nacionałna futbołna diwizija / Republikansko pyrwenstwo / A PFG | 2      |       |   |   |   |    |    |     | 1933, 1941 | 0      | 2      | 1/8  |
| II | B RPG / Wtora PFG / Pyrwa PFL / B PFG / Wtora PFL                                     | 22     |       |   |   |   |    |    |     | 1923–1944  | 2      | 0      | 1    |
| III | W PFG / Treta amatorska futbołna liga                                                 | 0      |       |   |   |   |    |    |     |            | 0      | 0      |      |
| IV | Obłastna futbołna grupa                                                               | 0      |       |   |   |   |    |    |     |            | 0      | 0      |      |
| | Puchar Bułgarii                                                                       | 1      |       |   |   |   |    |    |     |            | 0      | 0      | 1/4  |
| Bułgaria                                                                                                | Bilans występów klubu w rozgrywkach piłkarskich Bułgarii (Stan na 31 maja 2021 r.)    |        |       |   |   |   |    |    |     |            |        |        |      |

## Struktura klubu

### Stadion
Klub piłkarski rozgrywał swoje mecze domowe na boisku w parku Sw.Augustin w Płowdiwie.

## Kibice i rywalizacja z innymi klubami

### Derby
- Botew Płowdiw
- Lewski Płowdiw
- Łokomotiw Płowdiw (jako Sportklub, SP-45, Sławia, Sławia-Czengełow)
- Marica Płowdiw
- Pobeda Płowdiw
- Sokoł Płowdiw
- Spartak Płowdiw
- Szipka Płowdiw
- ŻSK Płowdiw